# Cyrtodactylus bidoupimontis
Cyrtodactylus bidoupimontis là một loài thằn lằn trong họ Gekkonidae. Loài này được Nazarov, Poyarkov, Orlov, Phung, Nguyen, Hoang & Ziegler mô tả khoa học đầu tiên năm 2012.